# Ото III фон Волфратсхаузен
Ото III фон Волфратсхаузен (на немски: Otto III von Wolfratshausen/Diessen; † 28 май 1227, Бамберг) от страничната линия Волфратсхаузен на династията Андекс-Дисен, е граф и фогт на Тегернзе (1121) и граф на Волфратсхаузен (1122 – 1127).

## Биография
Той е син на граф Ото II фон Волфратсхаузен-Дисен († 1122) и втората му съпруга Аделаида фон Регенсбург, дъщеря на бургграф и граф Хайнрих I фон Регенсбург († 1083). Брат е на Хайнрих I фон Волфратсхаузен († 1155), епископ на Регенсбург (1132 – 1155). Полусестра му Аделхайд фон Волфратсхаузен († 1126) е майка на германската кралица Гертруда фон Зулцбах и на византийската императрица Берта фон Зулцбах.
Ото III фон Волфратсхаузен е съ-основател на манастир Дийсен ам Амерзе. Той умира като монах в Бамберг и е погребан в Зееон. Линията Волфратсхаузен измира през 1157 г. Наследник е Бертхолд III фон Андекс.

## Фамилия
Ото III фон Волфратсхаузен се жени за Лаурита († 31 август 1145). Те имат три деца:
- Ото IV фон Волфратсхаузен († 10 ноември 1136, Битка при Павия, погребан в Дисен), граф на Волфратсхаузен (1132), граф на Дисен, фогт на „Св. Емеран и Тегернзе“, женен за фон Витлесбах, дъщеря на баварския пфалцграф Ото фон Вителсбах, граф на Шайерн († 1156), и фон Ратценхофен
- Хайнрих II фон Волфратсхаузен († 1 май 1157, погребан в Дисен), граф на Волфратсхаузен (1127 – 1157), фогт на Тегернзе (1140), фогт на Св. Емеран (1150)
- Агнес фон Волфратсхаузен († сл. 1169), абатиса на манастир Нойбург на Дунав 1165/1169.